# نصير أحمد ملهي
نصير أحمد ملهي (بالأردوية: چودھری نصیر احمد ملہی)‏ (15 أغسطس 1911 – 12 يوليو 1991) سياسي باكستاني معروف بلعبه دورًا محوريًا في تأسيس جمهورية باكستان الإسلامية. يُعرف ملهي بأنه أحد نشطاء الأمة في حركة باكستان.
كان ملهي عضوًا قياديًا في رابطة مسلمي عموم الهند وكان في طليعة حركة باكستان. وهو عضو دائم في الرابطة الإسلامية، وكان ينتمي إلى طبقة النبلاء في البنجاب، وعمل وزيراً للقانون والتعليم والشؤون البرلمانية في غرب باكستان عام 1955.
توفي في 12 يوليو 1991 عن عمر يناهز 79 عامًا.